# Ron Lester
Ron Lester (ur. 4 sierpnia 1970 w Kennesaw, w stanie Georgia, zm. 17 czerwca 2016 w Dallas, w stanie Teksas) – amerykański aktor, występował w filmach Luz Blues, To nie jest kolejna komedia dla kretynów oraz Operacja „Hamburger”.

## Życiorys
Karierę zaczynał jako komik w Los Angeles, a następnie debiutował jako aktor w filmie Operacja „Hamburger”. Znany był ze swojej tuszy, w szczytowym okresie ważył 508 funtów. W 2001 przeszedł operację pomostowania żołądka, tracąc 348 funtów. W 2014 ogłosił iż wycofuje się z pracy aktorskiej. 

## Filmografia

### Filmy
- 1997: Operacja „Hamburger”
- 1999: Luz Blues
- 1999: Dill Scallion
- 2001: To nie jest kolejna komedia dla kretynów
- 2002: The Greenskeeper
- 2005: The Karate Dog
- 2010: The Fat Boy Chronicles
- 2012: Racing Legacy
- 2017: Bomb City

### Filmy krótkometrażowe
- 2001: Drum Solo
- 2013: I Think My Mom's Trying to Kill Me

### Seriale
- 1999: Cousin Skeeter (gościnnie)
- 1999–2000: Luzaki i kujony
- 1999–2001: Asy z klasy
- 2001: Sabrina, nastoletnia czarownica (gościnnie)
- 2005: CSI: Kryminalne zagadki Nowego Jorku (gościnnie)